# Monika Hornig-Sutter
Monika Hornig-Sutter (* 16. Januar 1943 in Geretsried) ist eine deutsche Politikerin (SPD).

## Leben
Hornig-Sutter besuchte die Schule in Geretsried und Bad Tölz. Nach der Schul studierte sie Kunstgeschichte, Archäologie und Alte Geschichte in München, wo sie 1968 mit der Promotion abschloss. Sie arbeitete danach als wissenschaftliche Mitarbeiterin an einem Forschungsprojekt über barocke Deckenmalerei in Deutschland und war am Aufbau und der Leitung eines Forschungsinstituts für Keramik beteiligt. 1974 wurde sie staatlich anerkannte Sachverständige für Keramik, im Jahr darauf begann sie freiberuflich als Sachverständige auf dem Gebiet der Keramik und in der Keramikforschung.
Hornig-Sutter trat der SPD 1972 bei. Sie gehörte dem Bezirksausschuss von München-Obermenzing an. Von 1978 bis 1982 war sie Mitglied des Bayerischen Landtags. 1982 klagte die Mutter von vier Kindern gegen eine Klausel in Artikel 131 der Verfassung des Freistaates Bayern ein.